# Montenegro en el Festival de la Canción de Eurovisión Junior
Montenegro fue uno de los países que debutaron en el XII Festival de la Canción de Eurovisión Junior en 2014.
El 18 de julio de 2014, la televisión pública de Montenegro confirmó inesperadamente su debut en el Festival de la Canción de Eurovisión Junior 2014, siendo su primera participación como país independiente desde que en 2005 participó Serbia y Montenegro
Su puntuación media hasta su retiro es de 30 puntos.

## Participaciones
| 2014                           | Marsa  | Maša & Lejla  | «Budi dijete na jedan dan» | 14 | 24 |
| 2015                           | Sofía  | Jana Mirković | «Oluja»                    | 13 | 36 |
| No participó entre 2016 y 2024 |        |               |                            |    |    |
| 2025                           | Tiflis | -             | -                          | -  | -  |

## Votaciones
Montenegro ha dado más puntos a...
| N.º | País                | Puntos |
| --- | ------------------- | ------ |
| 1   | Serbia              | 19     |
| 2   | Malta               | 16     |
| 3   | Bulgaria            | 14     |
| 4   | Italia              | 13     |
| 5   | Ucrania             | 10     |
| 6   | Armenia             | 9      |
| 7   | Albania             | 8      |
| 8   | Eslovenia           | 5      |
| 8   | Macedonia del Norte | 5      |
| 8   | Rusia               | 5      |
| 9   | Georgia             | 4      |
| 9   | Chipre              | 4      |
| 10  | Australia           | 3      |

Montenegro ha recibido más puntos de...
| N.º | País                | Puntos |
| --- | ------------------- | ------ |
| 1   | Serbia              | 12     |
| 2   | Malta               | 10     |
| 3   | Macedonia del Norte | 8      |
| 4   | Eslovenia           | 5      |
| 5   | Albania             | 1      |

## Portavoces
| Año  | Portavoz    | 12 Puntos |
| ---- | ----------- | --------- |
| 2015 | Lejla Vulic | Serbia    |
| 2014 | Aleksandra  | Italia    |